# CEP104
CEP104‏ (Centrosomal protein 104) هوَ بروتين يُشَفر بواسطة جين CEP104 في الإنسان.